# Billy Whelan
William (Billy) (Liam) Augustine Whelan (1. april 1935 i Dublin - 6. februar 1958), også kendt som Billy Whelan eller Liam Whelan, var en irsk fodboldspiller. Han var med til at vinde to mesterskaber for Manchester United, før han omkom i München-ulykken d. 6. februar 1958. Han døde som 22-årig.
Billy Whelan kom til United i 1954 fra klubben Home Farm F.C. i hjembyen Dublin. Han debuterede for United mod slutningen af 1954/55-sæsonen. Han havde positionen angriber. 